# La cieca di Sorrento (film 1963)
La cieca di Sorrento è un film del 1963, diretto da Nick Nostro e tratto dall'omonimo romanzo di Francesco Mastriani.